# Wild Indian
Wild Indian ist ein Thriller von Lyle Mitchell Corbine Jr., der Ende Januar 2021 beim Sundance Film Festival seine Premiere feierte und im September 2021 in die US-Kinos kam.

## Handlung
Der junge Anishinabe Makwa hat es nicht leicht im Leben. Wenn er in der Schule auf seine blauen Flecken angesprochen wird, behauptet er, hingefallen zu sein, doch niemand glaubt ihm diese Geschichten. Makwa flüchtet sich von seinem von Gewalt geprägten Leben immer wieder gemeinsam mit seinem einzigen Freund Teddo in den Wald. Eigentlich spielen sie dort nur, doch eines Tages ermordet der 12-jährige Makwa dort einen Mitschüler. Sie versuchen die Tat zu vertuschen.
Als Erwachsene führen Makwa und Teddo sehr unterschiedliche Leben. Makwa ist als Geschäftsmann in San Francisco, nun als Michael Peterson, beruflich erfolgreich.

## Produktion
Regie führte Lyle Mitchell Corbine Jr., der auch das Drehbuch schrieb. Es handelt sich um sein Regiedebüt bei einem Spielfilm. Er wuchs in und im Umfeld von Indianerreservaten in Wisconsin und Minnesota auf, wo seine Eltern arbeiteten, sein Vater als Casino-Manager, seine Mutter als Psychologin. Nachdem er die Schule zuerst abgebrochen hatte, besuchte Corbine Jr. später zuerst das Community College und dann die University of Minnesota. Seine Kurzfilme mit Schauspieler Ajuawak Kapashesit, Shinaab und Shinaab II, wurden beim Toronto International Filmfestival und beim Sundance Filmfestival vorgestellt. Der erste Kurzfilm fängt die Entfremdung eines Anishinaabe-Mannes ein, der seine Familie und sein Reservat verlassen hat, um in die Stadt zu ziehen.
Michael Greyeyes, ein Angehöriger der First Nations der Cree, spielt in Wild Indian in der Hauptrolle Makwa, der sich später Michael Peterson nennt. Als Junge wird er von Phoenix Wilson gespielt. Chaske Spencer übernahm die Rolle von Teddo, der als Junge von Julian Gopal gespielt wird. In weiteren Rollen sind Jesse Eisenberg als Jerry, Kate Bosworth als Greta Peterson, Lisa Gromarty als Cammy und Scott Haze als der Priester zu sehen.
Die Filmmusik komponierte Gavin Brivik. Das Soundtrack-Album mit insgesamt 12 Musikstücken wurden zum US-Kinostart Anfang September 2021 von Gardener Recordings als Download veröffentlicht.
Die Premiere erfolgte am 30. Januar 2021 beim Sundance Film Festival. Am 3. September 2021 kam der Film in den USA in ausgewählte Kinos und wurde auch als Video-on-Demand veröffentlicht.

## Rezeption

### Kritiken
Von den bei Rotten Tomatoes aufgeführten Kritiken sind 91 Prozent eher positiv.

### Auszeichnungen
Gotham Awards 2021
- Nominierung als Bester Darsteller (Michael Greyeyes)[7]

Independent Spirit Awards 2022
- Nominierung als Bester Debütfilm (Lyle Mitchell Corbine Jr., Thomas Mahoney, Eric Tavitian)
- Nominierung für das Beste Drehbuchdebüt (Lyle Mitchell Corbine Jr.)
- Nominierung als Bester Hauptdarsteller (Michael Greyeyes)
- Nominierung als Bester Nebendarsteller (Chaske Spencer)[8]

Palm Springs International Film Festival 2021
- Aufnahme in die Liste „10 Directors to Watch“ (Lyle Mitchell Corbine Jr.)[9]

Sundance Film Festival 2021
- Nominierung im U.S. Dramatic Competition (Lyle Mitchell Corbine Jr.)

World Soundtrack Awards 2021
- Nominierung in der Kategorie „Discovery of the Year“ (Gavin Brivik)[10]